# Stradivari (film 1988)
Stradivari è un film del 1988 diretto da Giacomo Battiato.

## Trama
Seconda metà del Seicento, a Cremona, nasce Antonio Stradivari.  Ancora ragazzo viene messo a bottega dal liutaio Nicola Amati, Il ragazzo rivelerà subito un'innata capacità nell'arte di fabbricare strumenti ad arco che lo rende ben presto il costruttore di strumenti più rinomato in tutta Europa. Conosciuta una vedova più anziana di lui, Stradivari se ne innamora e la sposa  nonostante l'opposizione delle famiglie. Conquistata una certa tranquillità domestica il lavoro di Stradivari prospera benché numerose guerre mettano in subbuglio il paese e procurino invasioni di ogni sorta.

## Distribuzione
Il film è uscito in Italia il 28 settembre 1988.